# Laura Jurca
Laura Jurca (Munique, 14 de setembro de 1999) é uma ginasta romena, nascida na Alemanha, que representou o país na segunda edição dos Jogos Olímpicos da Juventude, em Nanning, China, em 2014. Na ocasião, mesmo tendo sido a única atleta da delegação romena a ter a chance de conquistar cinco medalhas de ouro, a atleta não conquistou medalhas ou resultados satisfatórios.
Em 2015, quando passou a integrar a seleção principal do país, Jurca competiu no Campeonato Europeu, em etapas de Copa do Mundo e também na primeira edição dos Jogos Europeus.

## Carreira
Nascida na Alemanha, em setembro de 1999, Laura Jurca iniciou na ginástica, segundo ela própria, aos sete anos de idade devido ao seu talento natural em "escalar as coisas".